# Ginsengsläktet
Ginsengsläktet (Panax) är ett släkte fleråriga örter i familjen araliaväxter med åtta arter från Himalaya, Indokina, östra Asien och Nordamerika.
Det vetenskapliga namnet Panax härleds ur grekiskans panacé, vilket betyder ungefär mirakelkur eller "helar allt". Att den fick detta namn beror till stor del på att den användes flitigt som medicinalväxt i Kina. På kinesiska kallas den 人蔘 (rénshēn), vilket bokstavligen betyder människorot och syftar på att den tvådelade ginsengroten påminner om människoben.
Ginseng är hermafrodit och det finns exemplar som uppnått en ålder på över hundra år. Dess luktfria blommor kan vara grönvita, lila, gula eller brandgula och sitter i klasar. De mogna bären är klart röda. Den viktigaste delen av växten är roten.

## Panax ginsengsom naturläkemedel
De aktiva beståndsdelarna i arten Panax ginseng är ginsenosiderna som är en typ av saponiner. Det finns omkring 30 identifierade ginsenosider som blivit isolerade ur Panax ginseng. Förutom ginsenosider har omkring 170 andra bioaktiva ämnen isolerats ur ginseng-rot. Det rör sig om polysackarider, glykaner, lipider, fettsyror och en rad flyktiga ämnen. Naturläkemedel godkända i Sverige med ginseng innehåller Panax ginseng. Denna art odlas bland annat i Kina, Korea och flera andra asiatiska länder. Plantan växer i tre till fem år innan roten skördas.

## Fler sorters ginseng
Den amerikanska ginsengen (Panax quinquefolius) anses i allmänhet ha jämförbar medicinsk verkan med den asiatiska (Panax ginseng). De är nära släkt med varandra. Priset för amerikansk ginseng är i allmänhet högre genom en större efterfrågan i Asien. Amerikansk ginseng finns fortfarande vildväxande i Nordamerika medan Panax ginseng inte längre växer vild annat än enstaka plantor i undantagsfall.
Åtta till tio andra sorters ginseng används medicinskt men inte i någon större omfattning. Viktigt i sammanhanget är vilka sorter som går att odla i tillräcklig volym för kommersiell verksamhet.

## Ginseng som medicinalört
Ginseng har en lång tradition som medicinalört inom österländska kulturer, man har tillskrivit den ett mycket brett spektrum av användningsområden men framför allt handlar det om en uppiggande effekt, minskad stress, förbättrat minne och koncentrationsförmåga samt starkare immunförsvar. Man har även sett att ginseng kan öka sexlusten för både män och kvinnor.
Det finns också bevis för att det kan hämma neuronalt återupptag av noradrenalin.
Ginseng anses av modern medicin vara bland de mer intressanta naturläkemedlen, men långt ifrån alla dess påstådda effekter är vetenskapligt dokumenterade i tillräcklig omfattning.

## Produkter som innehåller ginseng
Ginseng används som smaksättare och för sin uppiggande effekt i en rad produkter som exempelvis bordsvatten, halstabletter, örtteer och energidrycker.

## Biverkningar av ginseng
En del biverkningar, bland annat illamående, diarré, insomningsbesvär och trötthet förekommer, speciellt vid stort intag. Vissa tester har visat på ökad östrogennivå i samband med ginsengintag.[källa behövs]

## Hör ej till ginsengsläktet
Arterna Eleutherococcus senticosus, Rumex hymenosepalus, Hebanthe eriantha (Amaranthaceae), Pseudostellaria heterophylla, Caulophyllum thalictroides, Triosteum perfoliatum och Codonopsis tangshen (Campanulaceae) säljs ofta som ginseng men tillhör inte ginsengsläktet. De innehåller heller inte jämförbara ämnen.